# Mesembria
Mesembria là một chi bọ cánh cứng trong họ 
Elateridae.
Chi này được miêu tả khoa học năm 1955 bởi Arnett.

## Các loài
- Mesembria subtilis (Candèze, 1863)

## Hình ảnh

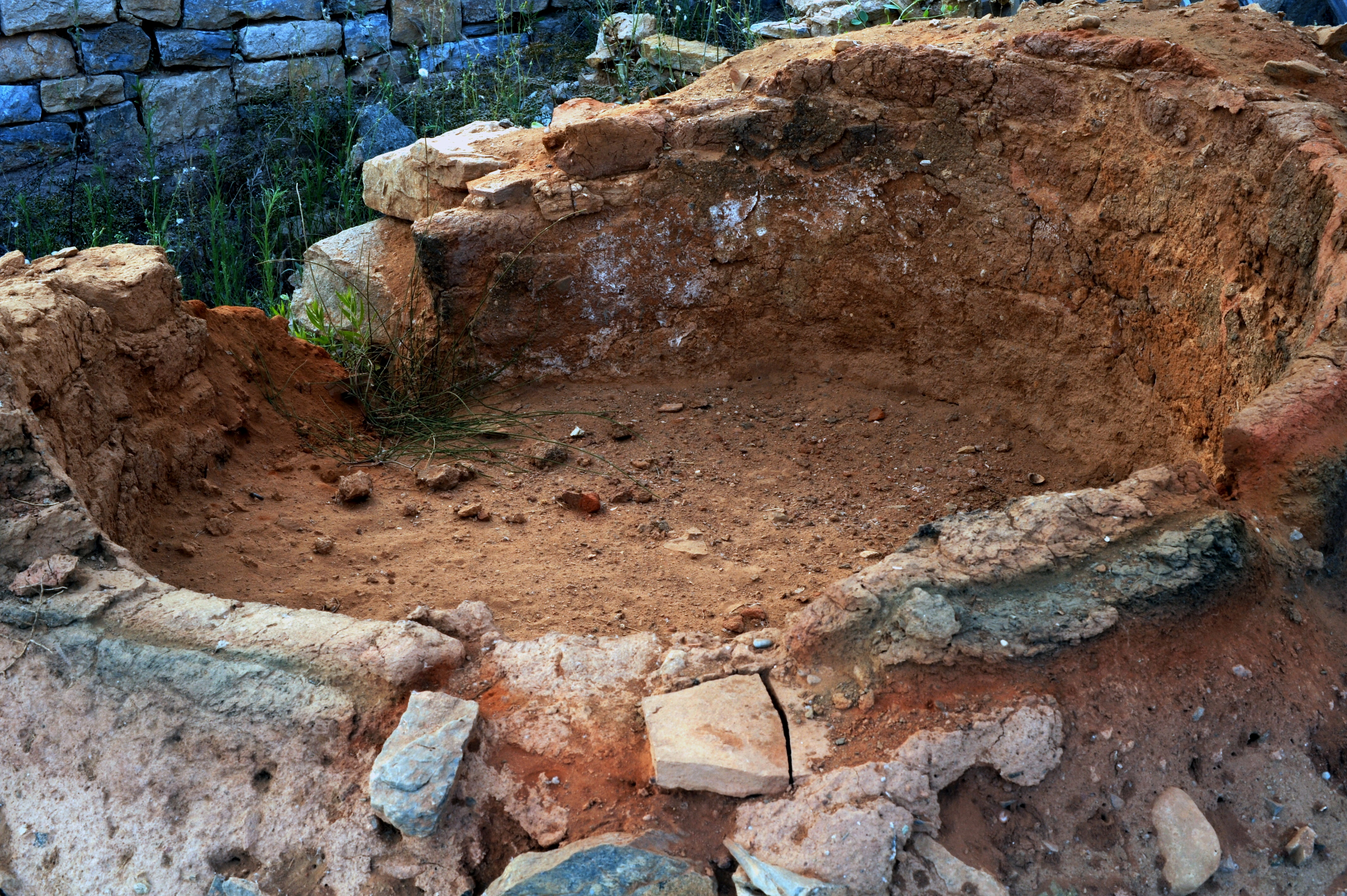
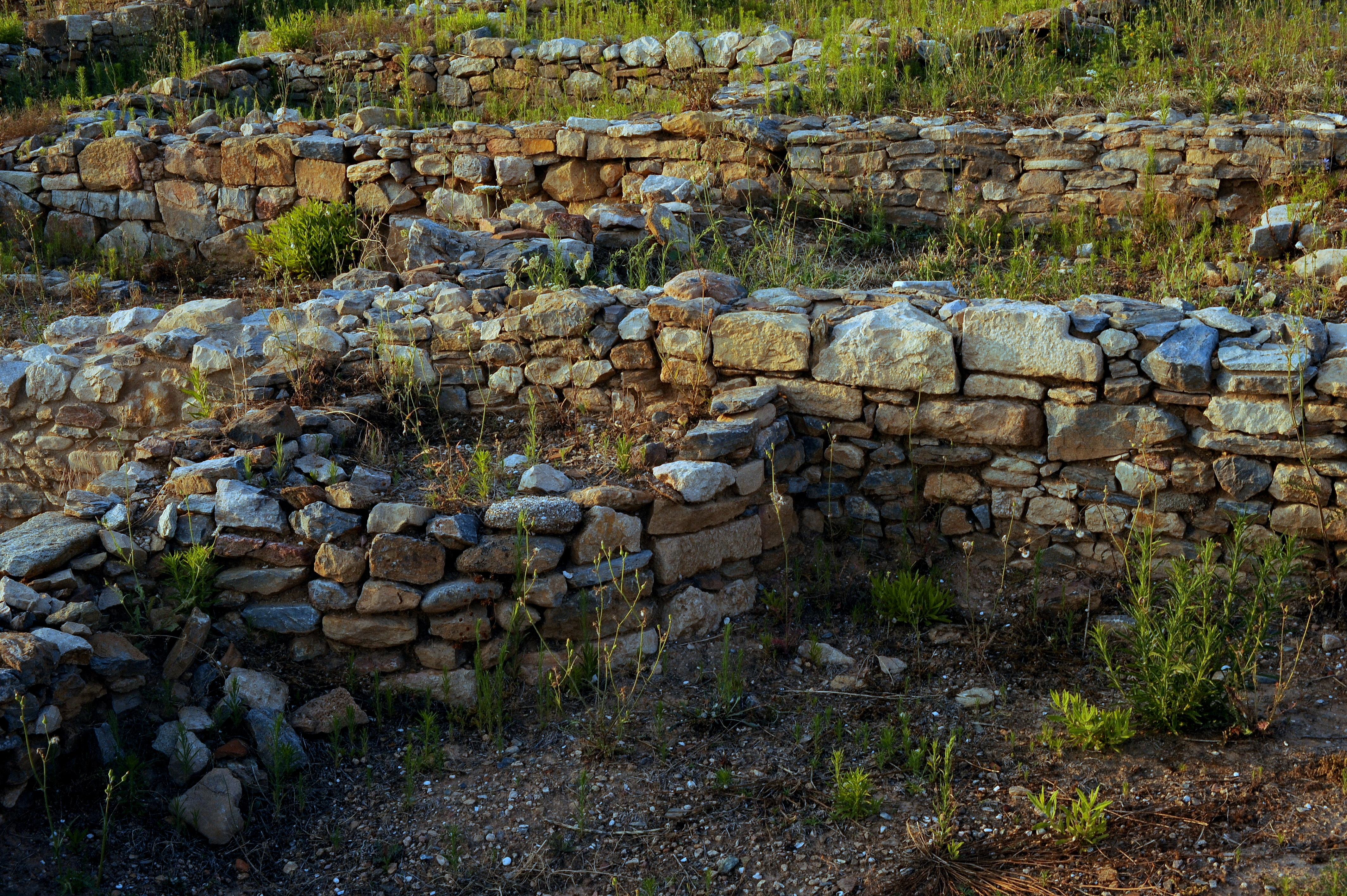
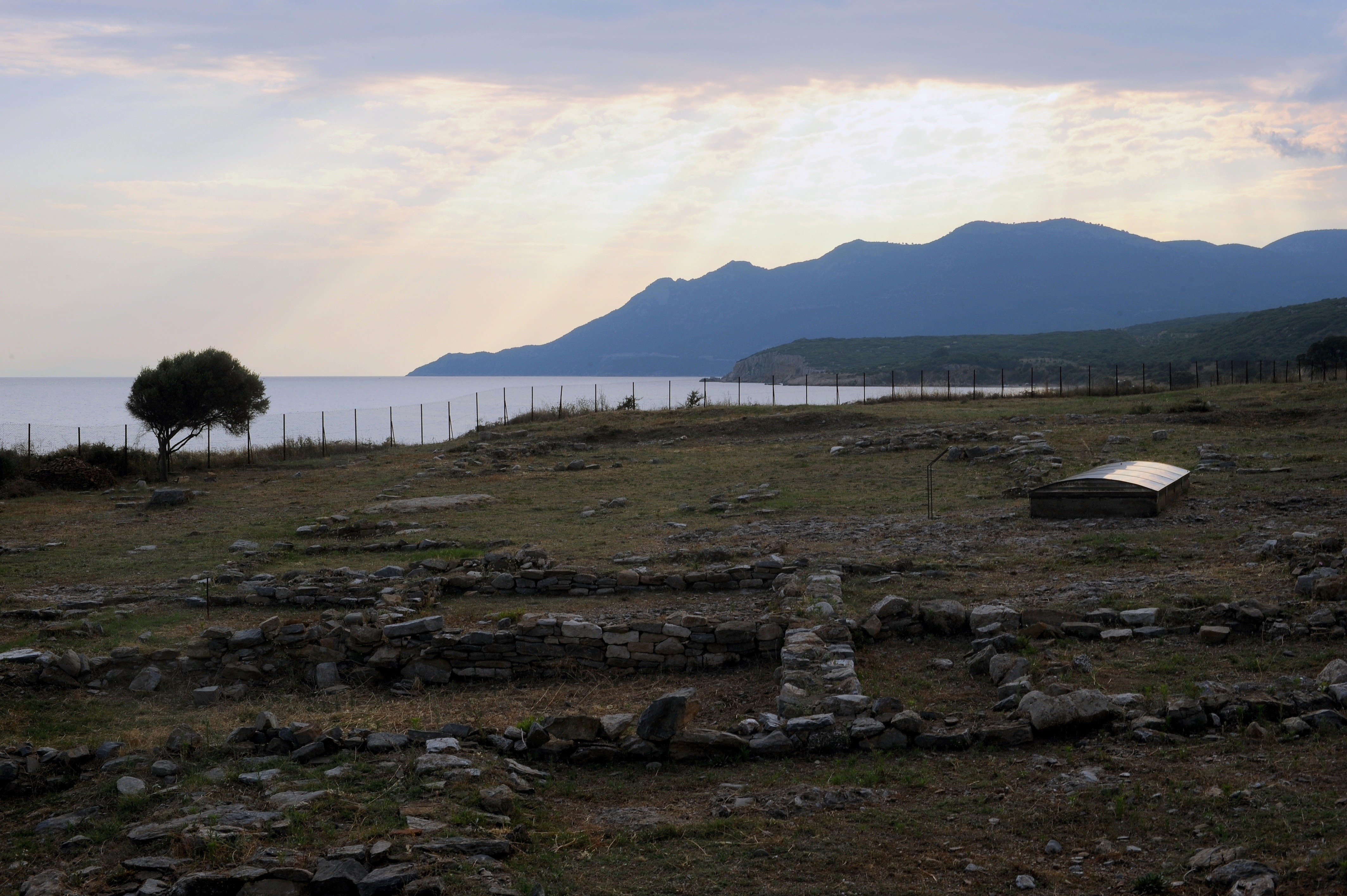
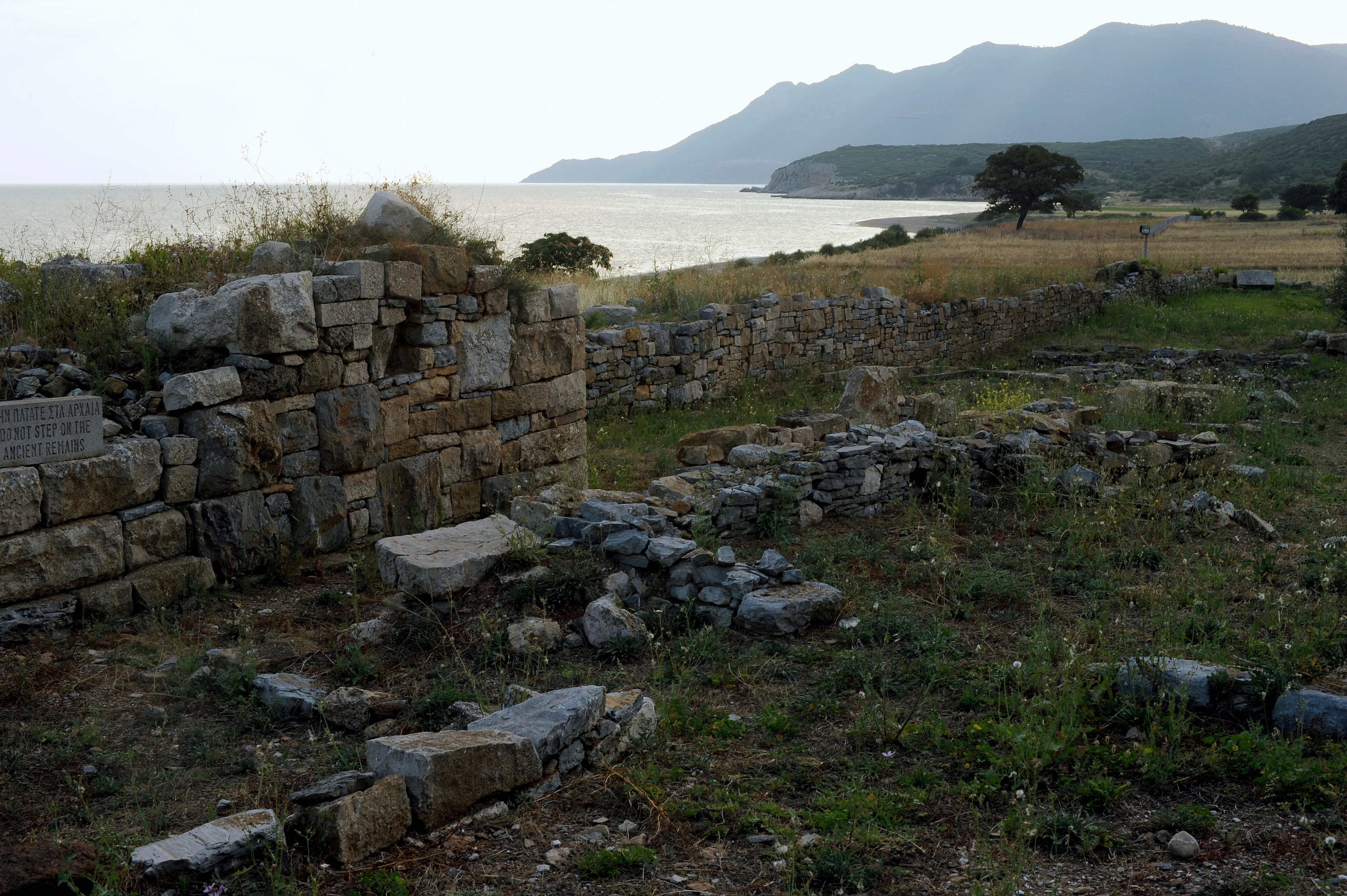